# Antalya Open 2019
Antalya Open 2019, oficiálním sponzorským názvem Turkish Airlines Antalya Open 2019, byl tenisový turnaj pořádaný jako součást mužského okruhu ATP Tour, který se hrál v hotelovém komplexu Kaya Palazzo Resort na otevřených travnatých dvorcích. Konal se mezi 23. až 29. červnem 2019 v tureckém přímořském městě Belek, ležícím v antalyjské provincii, jako třetí ročník turnaje.
Turnaj s rozpočtem 507 490 eur patřil do kategorie ATP Tour 250 a byl hrán jako příprava před Wimbledonem. Nejvýše nasazeným hráčem ve dvouhře se stal dvacátý osmý tenista světa Benoît Paire z Francie. Jako poslední přímý účastník hlavní singlové soutěže nastoupil 89. hráč žebříčku Ind Prajnéš Gunneswaran.
Premiérové turnajové vítězství na okruhu ATP Tour vybojoval 24letý Ital Lorenzo Sonego, jenž před turnajem nevyhrál ani jeden zápas na trávě. Druhou společnou trofej ze čtyřhry ATP si odvezl izraelsko-novozélandský pár Jonatan Erlich a Artem Sitak.

## Rozdělení bodů a finančních odměn

### Rozdělení bodů
| Soutěž  | vítězové | finalisté | semifinalisté | čtvrtfinalisté | 16 v kole | 32 v kole | Q  | Q2 | Q1 |
| ------- | -------- | --------- | ------------- | -------------- | --------- | --------- | -- | -- | -- |
| dvouhra | 250      | 150       | 90            | 45             | 20        | 0         | 12 | 6  | 0  |
| čtyřhra | 250      | 150       | 90            | 45             | 0         | —         | —  | —  | —  |

### Finanční odměny
| Soutěž                              | vítězové | finalisté | semifinalisté | čtvrtfinalisté | 16 v kole | 32 v kole | Q2     | Q1     |
| ----------------------------------- | -------- | --------- | ------------- | -------------- | --------- | --------- | ------ | ------ |
| dvouhra                             | €76 840  | €41 540   | €22 950       | €13 035        | €7 490    | €4 490    | €2 175 | €1 090 |
| čtyřhra                             | €25 200  | €12 910   | €7 000        | €4 000         | €2 350    | —         | —      | —      |
| částka ve čtyřhře je uvedena na pár |          |           |               |                |           |           |        |        |

## Mužská dvouhra

### Nasazení
| Stát                           | Hráč                | ATP | Nasazení |
| ------------------------------ | ------------------- | --- | -------- |
| Francie                        | Benoît Paire        | 28. | 1.       |
| Francie                        | Adrian Mannarino    | 34. | 2.       |
| Austrálie                      | Jordan Thompson     | 46. | 3.       |
| Španělsko                      | Pablo Carreño Busta | 58. | 4.       |
| Bosna a Hercegovina            | Damir Džumhur       | 62. | 5.       |
| Francie                        | Ugo Humbert         | 64. | 6.       |
| Itálie                         | Andreas Seppi       | 68. | 7.       |
| Portugalsko                    | João Sousa          | 71. | 8.       |
| Žebříček ATP k 17. červnu 2019 |                     |     |          |

### Jiné formy účasti
Následující hráči obdrželi divokou kartu do hlavní soutěže:
- Altuğ Çelikbilek
- Cem İlkel
- Ergi Kırkın

Následující hráči nastoupili do dvouhry pod žebříčkovou ochranou:
- Jozef Kovalík
- Janko Tipsarević

Následující hráči postoupili z kvalifikace:
- JC Aragone
- Steve Darcis
- Kevin Krawietz
- Viktor Troicki

### Odhlášení
před zahájením turnaje
- Ričardas Berankis → nahradil jej  Bradley Klahn

### Skrečování
- Damir Džumhur[1]

## Mužská čtyřhra

### Nasazení
| Stát                                                                                     | Hráč              | Stát     | Hráč           | ATP  | Nasazení |
| ---------------------------------------------------------------------------------------- | ----------------- | -------- | -------------- | ---- | -------- |
| Německo                                                                                  | Kevin Krawietz    | Německo  | Andreas Mies   | 43.  | 1.       |
| Brazílie                                                                                 | Marcelo Demoliner | Indie    | Divij Šaran    | 95.  | 2.       |
| Mexiko                                                                                   | Santiago González | Pákistán | Ajsám Kúreší   | 109. | 3.       |
| Česko                                                                                    | Roman Jebavý      | Rakousko | Philipp Oswald | 119. | 4.       |
| Žebříček ATP k 17. červnu 2019; číslo je součtem žebříčkového postavení obou členů páru. |                   |          |                |      |          |

### Jiné formy účasti
Následující páry obdržely divokou kartu do hlavní soutěže:
- Sarp Ağabigün /  Yankı Erel
- Tuna Altuna /  Cem İlkel

## Přehled finále

### Mužská dvouhra
- Lorenzo Sonego vs.  Miomir Kecmanović, 6–7(5–7), 7–6(7–5), 6–1

### Mužská čtyřhra
- Jonatan Erlich /  Artem Sitak vs.  Ivan Dodig /  Filip Polášek, 6–3, 6–4